# The Portrait (film 1911)
The Portrait è un cortometraggio muto del 1911 diretto da Thomas H. Ince e da George Loane Tucker.

## Produzione
Il film fu prodotto dall'Independent Moving Pictures Co. of America (IMP).

## Distribuzione
Il film - un cortometraggio in una bobina - uscì nelle sale statunitensi il 28 dicembre 1911, distribuito dalla Motion Picture Distributors and Sales Company. Nello stesso anno, nel Regno Unito uscì un altro film dallo stesso titolo, diretto da A.E. Coleby.